# Скиллачи, Орацио
Орацио Скиллачи (итал. Orazio Schillaci; род. 27 апреля 1966, Рим) — итальянский медик и политик. Министр здравоохранения Италии (с 2022).

## Биография
В 1990 году окончил факультет медицины и хирургии римского университета Ла Сапиенца, с 1994 года специализировался в этом университете в ядерной медицине, в 2000 году получил там же докторскую степень по теме «Радиоизотопная функциональная визуализация». С 2001 года работал в поликлинике при университете Тор Вергата, с 2009 года занимался там радиодиагностикой. В 2006—2009 годах являлся экспертом Высшего совета здравоохранения.
С 2019 года — ректор университета Тор Вергата, также является президентом Итальянской ассоциации ядерной медицины. 25 июня 2020 года министр здравоохранения Роберто Сперанца ввёл Скиллачи в состав Научного комитета Высшего института здравоохранения.
22 октября 2022 года при формировании правительства Мелони получил портфель министра здравоохранения.
12 декабря 2023 года опубликовано сообщение Ассоциации Луки Кошони о первом в истории Италии легальном случае ассистированного суицида. Неназванная 55-летняя жительница Триеста, страдавшая рассеянным склерозом, самостоятельно приняла смертельную дозу лекарства, полученного при содействии органов национальной системы здравоохранения. Это стало возможным после решения Конституционного суда по делу Марко Каппато, добивавшегося легализации эвтаназии.